# МК-12В (компрессионный двигатель)

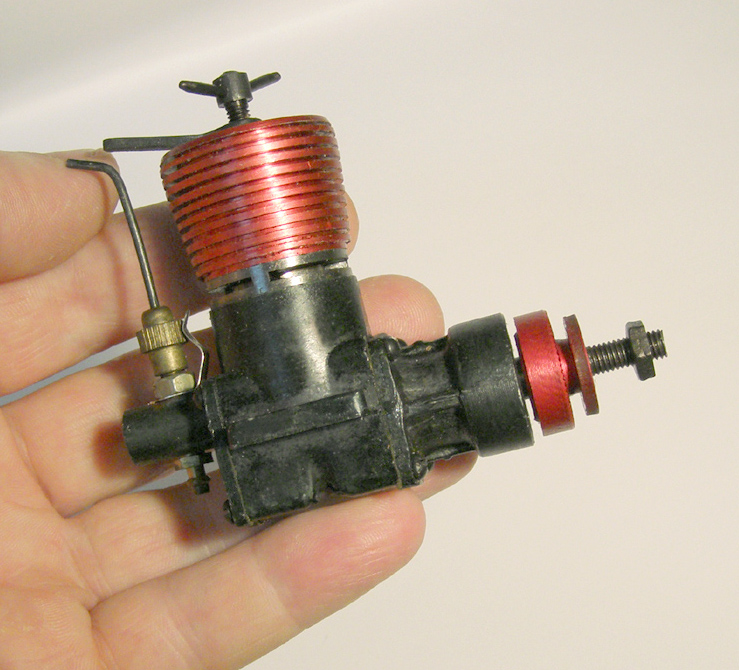
Компрессионный микродвигатель для моделей МК-12В, 1975 г.

МК-12В — компрессионный двухтактный микродвигатель внутреннего сгорания объёмом 2,5 куб.см. для моделей. Производился Московским авиационно-ремонтным заводом ДОСААФ МАРЗ. Первые двигатели МК-12В были выпущены в 1956 году, был самым массовым двигателем в СССР для технического творчества.
МК-12В был нелицензионной копией мотора Webra Mach-1 конструкции Мартина Бодемана (Martin Bodemann) который производился немецкой (западноберлинской) фирмой Webra. Буква «В» в названии двигателя указывала на происхождение от прототипа «ВЕБРА».

## Общая конструкция двигателя

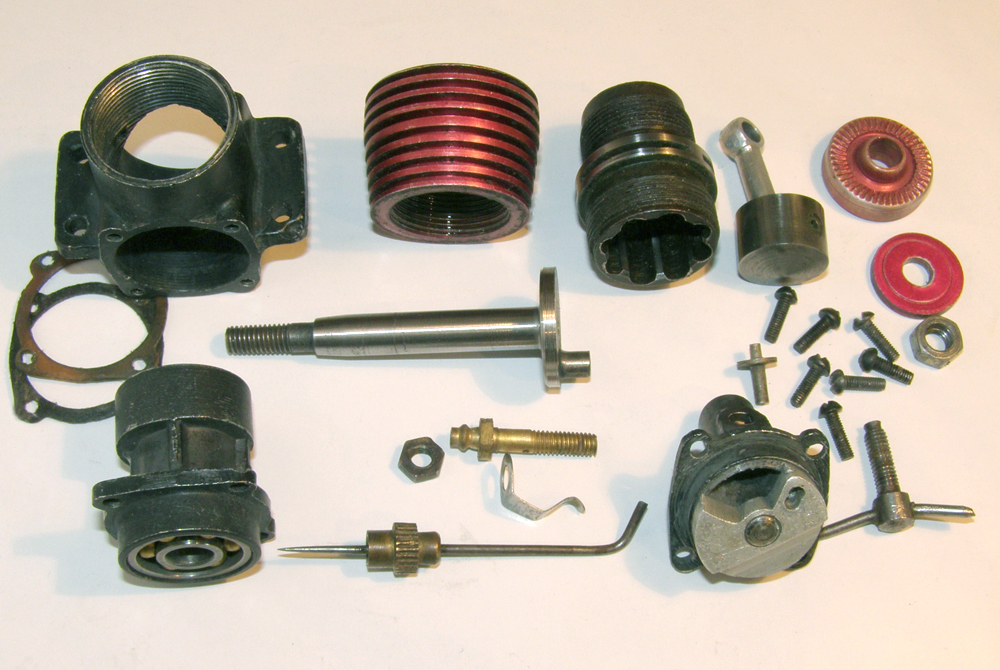
Составные части двигателя МК-12В

Мотор МК-12В (первых выпусков) имел очень легкий литой картер с отдельным носком и задней крышкой. Цилиндр, выточенный из стали, имел в себе продувочные каналы и выхлопные окна, ввинчивался на резьбе в картер, на него навинчивался алюминиевый радиатор охлаждения.
Коленвал двигателя вращался на двух подшипниках качения и соединялся алюминиевым шатуном с чугунным поршнем. Поршень имел конусообразную форму верхней части, соответствующую форму с обратной конусностью имел и контрпоршень.
Впуск смеси осуществлялся через дисковый золотник (на первых моделях текстолитовый), который вращался на задней стенке картера. Карбюратор состоял из жиклера и регулирующей иглы. Радиатор цилиндра, опорная и шайба под гайку анодировались в красный цвет.

## Модификации
За весь период производства МК-12В было выпущено четыре основных модификации. Изменения в конструкции делались не для повышения мощности, а для упрощения технологии изготовления, из-за этого снижалось качество мотора, особенно последних выпусков. С начала 1970-х годов выпускалась самая известная и массовая версия мотора — с чёрным картером и красным радиатором охлаждения цилиндра.

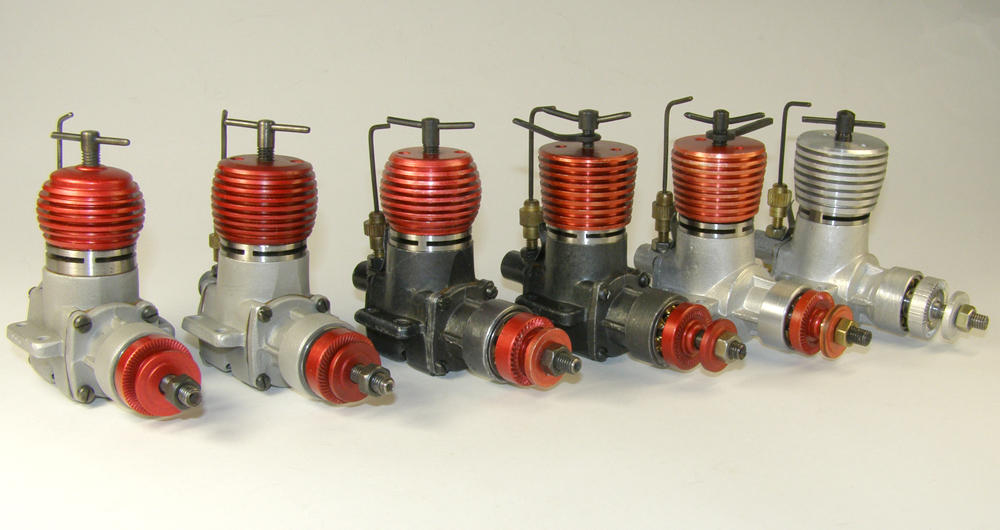
Все модификации микродвигателя МК-12В

После «черного» МК-12В мотор получил ещё одну модификацию. Основное изменение в двигателе МК-12В четвёртой модификации коснулось картера, он стал цельным (с неотъемным носком). Штампованный шатун заменили на более качественный точёный. Винт контрпоршня стал большего диаметра, с мелкой резьбой и без стопорной гайки. Детали уже не окрашивались анодированием и оставались цвета алюминия, значительно хуже стало качество и точность изготовления деталей, снизилась мощность двигателя.
Моторы различных модификаций отличались только по внешнему виду, конструкция коленвала, поршневой группы и карбюратора была почти одинаковой.
В качестве топлива производителем рекомендовалась смесь: диэтиловый (медицинский) эфир- 33 %, минеральное моторное масло МС20-17 %, касторовое масло 17 %, керосин- 33 %.
Двигатель МК-12В поставлялся в картонной коробочке, комплектовался инструкцией, специальным ключом для гайки крепления пропеллера и откручивания цилиндра, кусочком хлорвиниловой топливной трубочки, винтами и гайками М3 для крепления.
На смену мотору МК-12В, который производился более четверти века, в середине 1980-х годов пришел двигатель МАРЗ-2,5.

## Применение
Мотор применяли для оснащения кордовых, свободнолетающих авиамоделей, аэромобилей и др. В отличие от первых образцов, уже в начале 1960-х годов, двигатель потерял свою актуальность для спортивных моделей. Его использовали для учебных и тренировочных авиамоделей в подростковом моделизме.
Технические параметры:
-Рабочий объём: 2,46 куб.см.
-Ход поршня: 13 мм
-Диаметр цилиндра: 15,5 мм
-Обороты 15000 об / мин.
-Мощность: 0,191 кВт
-Габариты: 88х44х72 мм
-Вес: 130 г.

## Некоторые факты

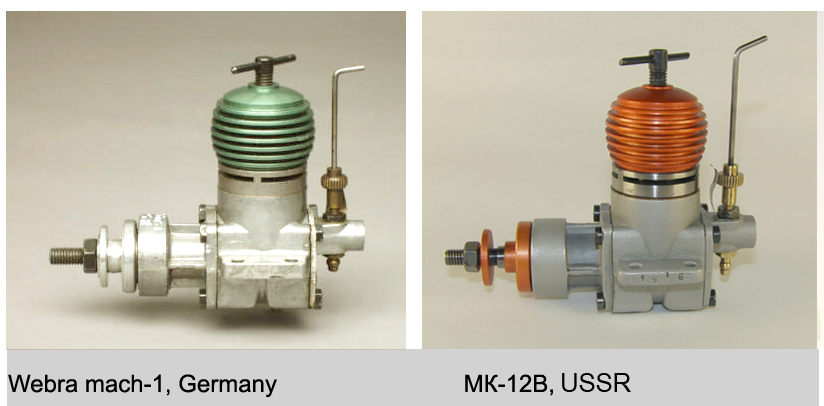
Двигатель МК-12В и его прототип Webra Mach-1

- Ещё до конца 1970-х годов, от моделистов старшего поколения, часто можно было услышать, как они называли моторчик МК-12В непонятным для юных моделистов словом «Вебра».
- Несмотря на массовое производство, мотор МК-12В практически не поступал в свободную продажу. В основном он распространялся через систему ДОСААФ по станциям юных техников.
- В 1970-х годах моторчик стоил 8 рублей, его иногда удавалось заказать через почтовую торговую систему «Посылторг».
- Качество изготовления двигателей в начале 1980-х годов значительно снизилась. Например, в крупных партиях моторов (это тысячи штук), поршневой палец изготавливался из очень мягкой стали и гнулся при первых запусках. Посадочное место в картере для подшипника коленвала было «провалено» и вал просто болтался в нём.[1]